# 卡維斯特勞山
46°47′4.1″N 8°58′25.8″E / 46.784472°N 8.973833°E

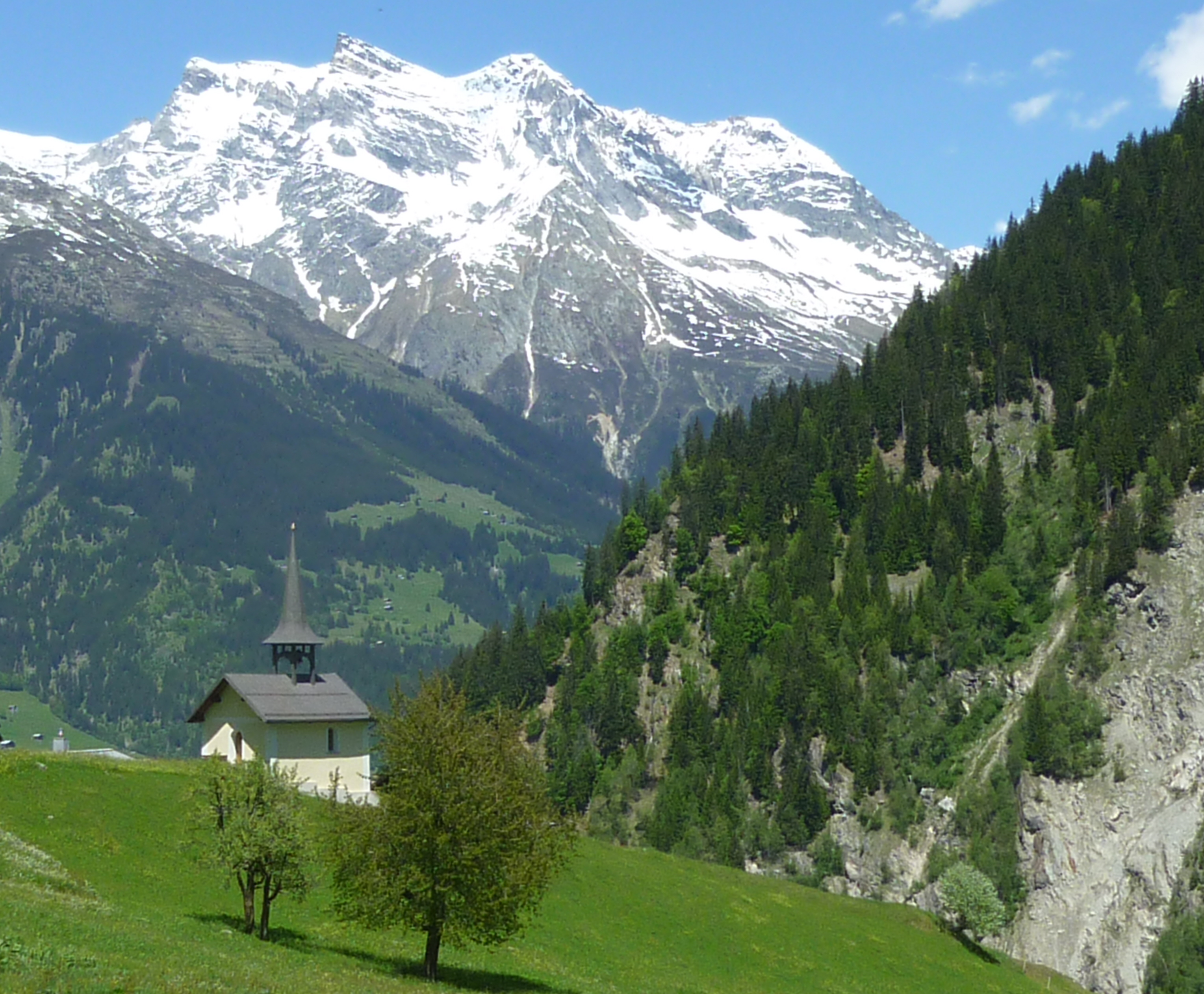

卡維斯特勞山（Cavistrau），是瑞士的山峰，位於該國東南部，由格勞賓登州負責管轄，屬於格拉魯斯山的一部分，海拔高度3,251米，每年平均降雨量1,929毫米。